# Adicto a tu amor
«Adicto a tu amor» es una canción y el cuarto sencillo de la banda de Rock pop mexicana Maná, de su décimo álbum de estudio Cama incendiada. El tema fue escrito y producido por George Noriega y Fernando Olvera. El tema fue publicado como sencillo en mayo de 2016, y su videoclip un día después.

## Vídeo oficial
El videoclip cuenta la historia habla de un joven que conoce a una mujer y se enamora a primera vista, y se desean mutuamente simultáneamente.  Lo grabaron en vivo en una de sus presentaciones que tuvo la agrupación.

## Lista de canciones

### Descarga digital[6][7]
| Adicto a tu amor — Single |                    |          |  |
| N.º                       | Título             | Duración |  |
| 1.                        | «Adicto a tu amor» | 4:04     |  |